# Yang Xiuqing
 (janvier 2017).
Si vous disposez d'ouvrages ou d'articles de référence ou si vous connaissez des sites web de qualité traitant du thème abordé ici, merci de compléter l'article en donnant les références utiles à sa vérifiabilité et en les liant à la section « Notes et références ».
Yang Xiuqing (chinois : 楊秀清) (né 1821 - mort en septembre 1856) est un des organisateurs et commandants en chef de la Révolte des Taiping.

## Biographie
C'était un marchand de charbon de bois, de la province du Guangxi avant qu'il ne rejoigne les Taiping, peu avant que la révolte n'éclate. En 1848, il se convertit au christianisme après avoir raconté qu'il avait eu des visions de Dieu.
Il fut nommé commandant en chef de l'armée Taiping dès 1851.
Dans le mouvement Taiping, Yang Xiuqing reçut le titre de « Roi de l'Est » (Dong Wang).

### Le commandant en chef, vainqueur de Nankin
Sous la conduite de Yang Xiuqing, les Taiping avancèrent victorieusement vers le nord, et prirent la ville de Nankin, l'ancienne capitale des Ming, en 1853, pour en faire la capitale du « Royaume Céleste » des Taiping. Comme Hong Xiuquan se désintéressa de plus en plus de la politique à partir de 1853, au profit de son harem et des questions purement religieuses, il abandonna à Yang Xiuqing la gestion des affaires courantes ; celui-ci devint donc le premier ministre de facto, chargé de faire fonctionner l'administration du « Royaume Céleste ».
Tous ses titres et ses prérogatives selon l'étiquette de la cour Taiping prouvaient d'ailleurs qu'il était sans équivoque le second personnage du Royaume.

### Le médium, dénonciateur des traitres
« Porte parole de Jésus-Christ », il participait, au sein du « Royaume Céleste de la Grande Paix» (le nom que s'étaient donné à eux-mêmes les Taiping), à de nombreuses séances médiumniques avec Hong Xiuqing, au cours desquelles les participants étaient supposés être en ligne directe avec Dieu.

Il sut renforcer son image de médium grâce aux transes dans lesquelles il entrait, et au cours desquelles il dénonçait les traitres à la cause, en révélant publiquement tous les détails de leur trahison. Il était aidé en cela, il est vrai, par un solide réseau d'espions.

### Le défenseur du confucianisme chez les Taiping
Mais dans le domaine théologique, Yang Xiuqing était en désaccord avec Hong Xiuquan sur la place du confucianisme : Hong considérait que le confucianisme devait être éliminé des esprits (sous peine de lourdes sanctions en cas de détention ou d'apologie des textes confucéens), alors que Yang considérait que le confucianisme n'était pas incompatible avec sa vision du christianisme.

### Tentative de captation du pouvoir, et mort
Par ailleurs, Yang Xiuqing profita de ses fonctions pour augmenter son pouvoir. Par ses fonctions réelles, il était l'« homme fort » du Royaume céleste, et seul, par son rang et ses titres, Hong Xiuquan lui était supérieur. Mais le pouvoir réel de Yang Xiuqing finit sans doute par être supérieur à celui de Hong Xiuquan, que l'administration de son royaume n'intéressait guère.
En août 1856, Yang Xiuqing demande au Roi Céleste Hong Xiuquan, chef suprême des Taiping, de lui décerner le titre de « Seigneur des Dix Mille Ans », identique au titre de Hong Xiuquan, alors que lui, Yang Xiuqing, n'était jusque-là que « Seigneur des Neuf Mille Ans ».
Hong Xiuquan fit semblant d'accepter la demande, tout en tergiversant. Mais il rappela aussitôt ses généraux fidèles, Wei Changhui, Shi Dakai, et Qin Rigang : le 2 septembre 1856, Yang Xiuqing et sa famille furent assassinés par Wei Changhui, le Roi du Nord, et Qin Rigang. Dans les trois mois qui suivirent, 20 000 à 30 000 partisans de Yang Xiuqing furent également massacrés.

## L'assassinat de Yang Xiuqing: début de la désagrégation du mouvement Taiping
Après l'assassinat de Yang Xiuqing et de ses partisans par Wei Changhui et Qin Rigang, en accord avec les préoccupations de Hong Xiuquan, une violente confrontation entre Wei Changhui et Shi Dakai eut lieu lorsque ce dernier parvint enfin à Nankin. Wei Changhui tenta alors d'assassiner Shi Dakai lui-même ; Shi Dakai parvint à s'échapper de justesse, mais revint aussitôt à la tête de son armée. Là, sous les murs de Nankin, il exigea de Hong Xiuquan la tête de Wei Changhui et de Qin Rigang.
Il obtint satisfaction, et Wei Changhui ainsi que Qin Rigang furent alors eux-mêmes exécutés sur ordre de Hong Xiuquan. L'année d'après, déçu par la méfiance que lui témoignait Hong Xiuquan, Shi Dakai quitta les Taiping avec une armée de 100 000 hommes, pour ne plus revenir.
Cette série de meurtres est connue sous le nom de Massacre de Tianjing
On peut donc considérer que les intrigues de Yang Xiuqing ont été l'élément clé qui a détruit l'unité et le moral des Taiping, entraînant un affaiblissement qui leur sera finalement fatal.